# SS Panna Wodna
SS Panna Wodna – polski statek pasażerski żeglugi przybrzeżnej z lat po II wojnie światowej, przebudowany z niemieckiego trałowca.

## Historia
Budowę jednostki rozpoczęto w stoczni Lindenau w Kłajpedzie, jako niemieckiego trałowca M 295 typu Minensuchboot 1940 (budowano tam trałowce M 291 - 297 o numerach stoczniowych 82 - 88). W 1944 roku doszło do wodowania kadłuba i zamontowania na nim maszyn i kotłów parowych. W związku z postępami Armii Czerwonej, został przeholowany do Gdyni, gdzie nieukończony kadłub  zatonął lub został zatopiony przy dawnym nabrzeżu firmy Paged (ob. Nabrzeże Islandzkie). Prawdopodobnie został zatopiony przed wyzwoleniem miasta w marcu 1945, lub według innej wersji zatonął na skutek ataku lotniczego w grudniu 1944. Po wojnie wrak został przejęty przez Polskę. 
Przed sierpniem 1946 roku wrak został podniesiony, przy czym szczegóły tego nie są znane. Zdecydowano następnie wyremontować i ukończyć kadłub jako statek pasażerski „białej floty”. Projekt przebudowy został opracowany w 1947 roku na Wydziale Budowy Okrętów Politechniki Gdańskiej, po czym podjęto jego przebudowę w Stoczni Nr 1 (późniejszej Stoczni Gdańskiej). 1 czerwca 1948 przebudowę ukończono i statek oddano armatorowi – Żegludze Gdańskiej MZKGG, przejętej w marcu 1949 przez Żeglugę Przybrzeżną w Gdańsku. Przez wiele lat „Panna Wodna” była największą jednostką polskiej żeglugi przybrzeżnej; znana była z silnie dymiących kotłów parowych, brudzących sadzą pasażerów na górnym pokładzie.
Zimą 1953/1954 roku statek zakotwiczony był na Motławie w Gdańsku, pełniąc rolę restauracji.
W maju (październiku) 1965 statek został wycofany ze służby, po czym od 1967 roku służył jako hulk-baza płetwonurków LOK w Jastarni, a następnie (od 1970) w Gdańsku. W czasie robotniczych protestów w grudniu 1970 „Panna Wodna” została wykorzystana jako koszary dla oddziałów ZOMO. W 1980 roku statek został pocięty na złom w Gdańskiej Stoczni Remontowej.

## Dane techniczne
- pojemność: 515 t BRT / 270 t NRT
- wymiary:
  - długość: 62,2 m
  - szerokość: 8,5 m
  - zanurzenie: 2,6 m
- napęd: dwie maszyny parowe, moc 1600 KM, dwie śruby
- prędkość: 12 w
- załoga: 28 osób
- miejsc pasażerskich: 235 (w rejsach pełnomorskich) – 600 (w rejsach wycieczkowych)